# Sweet Gwendoline
Sweet Gwendoline − główna żeńska bohaterka utworów (przede wszystkim komiksów) autorstwa artysty Johna Williego, poruszającego w swej twórczości tematykę bondage'ową. Dzieła połączone jej postacią publikowane były na przestrzeni lat 50. i 60. XX wieku, a Sweet Gwendoline uchodzi za drugą pod względem popularności ikonę bondage, po Bettie Page.
W kulturze masowej w 1984 roku spopularyzowana została za sprawą filmu Gwendoline w reżyserii Justa Jaeckina, gdzie rolę tytułową odegrała amerykańska aktorka Tawny Kitaen. Ponadto niemiecki zespół pop punkowy Die Ärzte nagrał utwór pt. "Sweet, Sweet Gwendoline".